# پاندسال
پاندسال، همچنین به عنوان Pan de sal (اسپانیایی: pan de sal‎، روشن شد. "نان نمک") یک رول نان اصلی در فیلیپین است که معمولاً برای صبحانه مصرف می‌شود. پاندسال از آرد، مخمر، شکر، روغن و نمک درست می‌شود.
پخت پاندسال در پوگن به دلیل ممنوعیت سراسری قطع درختان حرا برای سوخت کاهش یافته‌است و نانواها به استفاده از اجاق گازی روی آورده‌اند.